# Jim Jontz
James Prather Jontz est un homme politique américain, né le 18 décembre 1951 à Indianapolis et mort le 14 avril 2007 à Portland. Membre du Parti démocrate, il est élu de l'Indiana à la Chambre des représentants des États-Unis de 1987 à 1993.

## Biographie
Jim Jontz grandit à Indianapolis et est diplômé des universités de l'Indiana, Purdue et Butler. Il est élu à la Chambre des représentants de l'Indiana en 1974, puis au Sénat de l'État dix ans plus tard.
Jontz est élu en 1986 à la Chambre des représentants des États-Unis dans le 5e district de l'Indiana où le sortant Elwood Hillis ne se représente pas. Dans cette circonscription rurale du nord de l'État, historiquement républicaine, il profite de la nomination d'un candidat républicain issu de la droite religieuse. Il rassemble en effet 52 % des suffrages face au sénateur James Butcher qui fait campagne contre l'avortement et la pornographie.
Jontz est réélu en 1988 et 1990. Durant son mandat, il se fait notamment connaître pour ses positions en faveur de l'environnement. Critiqué pour son vote contre la guerre du Golfe et ses positions trop à gauche pour son district, Jontz est battu de deux points par le républicain Steve Buyer (en) en 1992.
Il se présente aux élections sénatoriales de 1994 face au républicain sortant Richard Lugar. Il est largement battu, ne rassemblant que 31 % des voix. Il dirige par la suite plusieurs organisations écologistes ou libérales. À partir de 1999, il s'installe à Portland dans l'Oregon. Il y meurt en 2007 des suites d'un cancer du colon.